# 라이프 오브 더 파티 (2018년 영화)
《라이프 오브 더 파티》(영어: Life of the Party)는 미국에서 제작된 2018년 코미디 영화이다. 벤 팰콘이 연출하고 멀리사 매카시와 함께 각본을 쓰고 제작하였다. 영어 제목 'life of the party'는 우리말로 어떤 모임에서의 '분위기 메이커'를 의미한다.

## 줄거리
가정 주부 디애나는 남편 댄으로부터 갑자기 이혼을 통보받는다. 졸업 학년에 임신을 하면서 대학을 중퇴했던 일을 후회한 디애나는 22살이 된 딸 매디가 다니는 대학교에 들어가 고고학 전공 학위를 마저 따기로 한다.

## 출연
- 멀리사 매카시 - 디애나 "디 록" 마일스 역
- 몰리 고든 - 매디 마일스 역
- 길리언 제이컵스 - 헬렌 역
- 마야 루돌프 - 크리스틴 대븐포트 역
- 맷 월시 - 대니얼 "댄" 마일스 역
- 줄리 보언 - 마시 스트롱 역
- 루크 벤워드 - 잭 스트롱 역
- 제시 에니스 - 데비 역
- 아드리아 아르호나 - 어맨다 역
- 데비 라이언 - 제니퍼 역
- 하이디 가드너 - 리어노어 역
- 스티븐 루트 - 마이클 "마이크" 쿡 역
- 재키 위버 - 샌디 쿡 역
- 크리스 파넬 - 웨인 트루잭 씨 역
- 지미 O. 양 - 타일러 역
- 벤 팰콘 - 우버 기사 역
- 캐런 마루야마 - 이혼 조정자 역
- 냇 팩슨 - 랜스 역
- 세라 베이커 - 길드러드 역
- 크리스티나 아길레라 - 본인 역
- 섀넌 퍼서 - 코니 역 (삭제 장면)

## 기타 제작진
- 총괄 제작: 데이비드 시걸
- 미술: 러스티 스미스